# Piacenza Football Club 1967-1968
Questa voce raccoglie le informazioni riguardanti il Piacenza Football Club nelle competizioni ufficiali della stagione 1967-1968.

## Stagione
Nella stagione 1967-1968 il Piacenza disputa il girone A del campionato di Serie C, con 50 punti ottiene il secondo posto in classifica alle spalle del Como che vince il torneo con 57 punti e sale in Serie B, retrocedono il Pavia con 27 punti, il Bolzano con 26 punti e la Mestrina con 24 punti.
A Piacenza si riparte con Sandro Puppo in panchina, ma complice uno stentato inizio, dopo la sconfitta di Valdagno, alla sesta di campionato nella partita interna contro l'Alessandria assume il ruolo di direttore sportivo, come tecnico viene chiamato a sostituirlo il romagnolo Leo Zavatti. Ceduto Paolo Mentani al Legnano, la squadra è stata rinforzata dagli arrivi del portiere Giuseppe Ferretti dalla Maceratese, del mediano Paolo Pestrin dal Torino e delle punte Giuseppe Corbellini e Giovanni Cattai dal Milan. Dopo la stentata partenza la squadra biancorossa ingrana la marcia giusta e disputa un campionato eccellente, insidiando il primo posto al Como, che solo nel finale riesce ad allungare sui biancorossi, anche grazie alla vittoria nello scontro diretto a Piacenza del 26 maggio 1968 per (1-2). Il Piacenza termina il torneo con una più che onorevole piazza d'onore. In mancanza di un cannoniere al centro dell'attacco, il difensore Ottavio Favari autore di undici reti, di cui sei su calcio di rigore, risulta il miglior realizzatore stagionale.

## Rosa
| N. |                   | Ruolo | Calciatore         |
| -- | ----------------- | ----- | ------------------ |
|    | Italia (bandiera) | P     | Giuseppe Ferretti  |
|    | Italia (bandiera) | P     | Avio Franzone      |
|    | Italia (bandiera) | D     | Renato Belloni     |
|    | Italia (bandiera) | D     | Giovanni Bordignon |
|    | Italia (bandiera) | D     | Ottavio Favari     |
|    | Italia (bandiera) | D     | Mario Grechi       |
|    | Italia (bandiera) | D     | Igino Guasti       |
|    | Italia (bandiera) | D     | Sergio Montanari   |
|    | Italia (bandiera) | C     | Attilio Bonini     |
|    | Italia (bandiera) | C     | Giovanni Cattai    |

| N. |                   | Ruolo | Calciatore          |
| -- | ----------------- | ----- | ------------------- |
|    | Italia (bandiera) | C     | Ernesto D'Adda      |
|    | Italia (bandiera) | C     | Mario Dotelli       |
|    | Italia (bandiera) | C     | Paolo Pestrin       |
|    | Italia (bandiera) | C     | Sergio Robbiati     |
|    | Italia (bandiera) | A     | Oscar Anniballi     |
|    | Italia (bandiera) | A     | Giovanni Callegari  |
|    | Italia (bandiera) | A     | Giuseppe Corbellini |
|    | Italia (bandiera) | A     | Bruno Facincani     |
|    | Italia (bandiera) | A     | Emilio Ferranti     |
|    | Italia (bandiera) | A     | Giuseppe Tira       |

## Risultati

### Serie C

#### Girone di andata
| Piacenza 17 settembre 1967 1ª giornata | Piacenza       | 0 – 0 | Treviso | Barriera Genova\| Arbitro: \| Trono (Torino) \| |
| Arbitro:                               | Trono (Torino) |       |         |                                                 |

| Arbitro: | Moretto (San Donà di Piave) |

|                               |           |  |
| Pozzi 27’ Merlo 66’ Fazzi 81’ | Marcatori |  |

| Arbitro: | Cantelli (Firenze) |

|  |           |              |
|  | Marcatori | 88’ Robbiati |

| Piacenza 8 ottobre 1967 4ª giornata | Piacenza         | 0 – 0 | Pro Patria | Barriera Genova\| Arbitro: \| Gastaldi (Pavia) \| |
| Arbitro:                            | Gastaldi (Pavia) |       |            |                                                   |

| Arbitro: | Cattivello (Udine) |

|           |           |  |
| Meroi 26’ | Marcatori |  |

| Arbitro: | Canova (Milano) |

|             |           |  |
| Pestrin 48’ | Marcatori |  |

| Verbania 29 ottobre 1967 7ª giornata | Verbania           | 0 – 0 | Piacenza | Stadio Carlo Pedroli\| Arbitro: \| Lazzaroni (Milano) \| |
| Arbitro:                             | Lazzaroni (Milano) |       |          |                                                          |

| Arbitro: | Gallego (Treviso) |

|                                  |           |             |
| Corbellini 21’ Robbiati 57’, 62’ | Marcatori | 33’ Canzian |

| Arbitro: | Bellandi (Lucca) |

|             |           |                              |
| Bagnoli 20’ | Marcatori | 33’ Callegari 79’ Corbellini |

| Arbitro: | Lo Cascio (Palermo) |

|                                                |           |  |
| Callegari 33’ Favari 66’ (rig.) Corbellini 79’ | Marcatori |  |

| Monfalcone 26 novembre 1967 11ª giornata | CRDA Monfalcone    | 0 – 0 | Piacenza | Stadio Italcantieri\| Arbitro: \| Ferrari (Rovereto) \| |
| Arbitro:                                 | Ferrari (Rovereto) |       |          |                                                         |

| Arbitro: | Cappelletti (Bari) |

|               |           |           |
| Callegari 29’ | Marcatori | 29’ Canzi |

| Legnano 10 dicembre 1967 13ª giornata | Legnano          | 0 – 0 | Piacenza | Stadio Comunale\| Arbitro: \| Levrero (Genova) \| |
| Arbitro:                              | Levrero (Genova) |       |          |                                                   |

| Arbitro: | Lupi (Genova) |

|                                |           |  |
| Pestrin 12’, 61’ Montanari 92’ | Marcatori |  |

| Arbitro: | Pfiffner (Torino) |

|            |           |                   |
| Veneri 60’ | Marcatori | 65’ (rig.) Favari |

| Arbitro: | Piantoni (Terni) |

|              |           |  |
| Robbiati 90’ | Marcatori |  |

| Arbitro: | Panzino (Catanzaro) |

|  |           |            |
|  | Marcatori | 70’ Cattai |

| Piacenza 21 gennaio 1968 18ª giornata | Piacenza                   | 0 – 0 | Triestina | Barriera Genova\| Arbitro: \| De Marco (Torre del Greco) \| |
| Arbitro:                              | De Marco (Torre del Greco) |       |           |                                                             |

| Treviglio 28 gennaio 1968 19ª giornata | Trevigliese  | 0 – 0 | Piacenza | Stadio Mario Zanconti\| Arbitro: \| Bravi (Roma) \| |
| Arbitro:                               | Bravi (Roma) |       |          |                                                     |

#### Girone di ritorno
| Arbitro: | Ghirardello (Milano) |

|               |           |               |
| Agnoletto 18’ | Marcatori | 40’ Callegari |

| Arbitro: | Magnani (Firenze) |

|             |           |  |
| Pestrin 87’ | Marcatori |  |

| Arbitro: | Cimma (Biella) |

|                                |           |                        |
| Favari 23’ Corbellini 29’, 40’ | Marcatori | 66’ Ventura 73’ Veneri |

| Arbitro: | Gialluisi (Barletta) |

|  |           |                            |
|  | Marcatori | 17’ Corbellini 56’ Pestrin |

| Arbitro: | Serafino (Roma) |

|          |           |               |
| Tira 63’ | Marcatori | 59’, 91’ Mola |

| Arbitro: | Boscolo (Venezia) |

|                     |           |  |
| Lojacono 38’ (rig.) | Marcatori |  |

| Arbitro: | Giusti (Arezzo) |

|                             |           |  |
| Anniballi 17’ Callegari 20’ | Marcatori |  |

| Arbitro: | Fuschi (Pescara) |

|  |           |               |
|  | Marcatori | 84’ Callegari |

| Arbitro: | Gussoni (Tradate) |

|           |           |  |
| Cattai 3’ | Marcatori |  |

| Arbitro: | Mascali (Desenzano del Garda) |

|                       |           |            |
| Rizzo 21’ Barizza 29’ | Marcatori | 32’ Favari |

| Arbitro: | Cantelli (Firenze) |

|                        |           |             |
| Favari 53’ (rig.), 83’ | Marcatori | 55’ Baccari |

| Arbitro: | Levrero (Genova) |

|                       |           |            |
| Invernizzi 39’ (rig.) | Marcatori | 18’ Grechi |

| Arbitro: | Beccaria (Lecco) |

|                             |           |  |
| Callegari 30’ Anniballi 57’ | Marcatori |  |

| Arbitro: | Gialluisi (Barletta) |

|  |           |                 |
|  | Marcatori | 12’, 17’ Favari |

| Arbitro: | Gonella (Torino) |

|              |           |                 |
| Anniballi 3’ | Marcatori | 32’, 77’ Sironi |

| Arbitro: | Casarin (Milano) |

|                                                |           |                                          |
| Guasti 50’ (aut.) Dalle Crode 53’ Milanesi 80’ | Marcatori | 12’ (rig.), 46’ (rig.) Favari 28’ Cattai |

| Arbitro: | Pilotto (Roma) |

|              |           |           |
| Ferranti 76’ | Marcatori | 30’ Rizzi |

| Trieste 16 giugno 1968 37ª giornata | Triestina         | 0 – 0 | Piacenza | Stadio Giuseppe Grezar\| Arbitro: \| Boscolo (Venezia) \| |
| Arbitro:                            | Boscolo (Venezia) |       |          |                                                           |

| Arbitro: | Zecchini (Torino) |

|                   |           |               |
| Ferranti 71’, 73’ | Marcatori | 70’ Algarotti |